# مونيوز
مونيوز (بالإنجليزية: Muñoz, Nueva Ecija)‏ هي مدينة في الفلبين، تتبع نويفا إيسيا، بلغ عدد سكانها 81٬483  نسمة، في 15 أغسطس 2015، تبلغ مساحتها 163٫05 كيلومتر مربع، رمزها البريدي هو 3119، و3120.

## الموقع
تشترك في الحدود مع:
- Lupao [الإنجليزية]‏
- Santo Domingo, Nueva Ecija [الإنجليزية]‏
- Talavera, Nueva Ecija [الإنجليزية]‏.

## مدن توأم
المدن التوأم:
- دافيس، يولو، كاليفورنيا.